# Geronimo (Oklahoma)
Geronimo – miasto w Stanach Zjednoczonych, w stanie Oklahoma, w hrabstwie Comanche.